# Service de documentation extérieure et de contre-espionnage
Le Service de documentation extérieure et de contre-espionnage, ou SDECE (prononcé /zdɛk/), est le service de renseignement extérieur français créé le 28 décembre 1945 et devenu la direction générale de la Sécurité extérieure (DGSE) le 2 avril 1982. Il ne prend pas pour autant la fonction du Deuxième Bureau qui reste alors consacré au renseignement militaire traditionnel.
Sous la Quatrième République, le SDECE est subordonné au président du Conseil. Avec l'instauration de la Cinquième République et jusqu'en 1962, il est utilisé par le Premier ministre Michel Debré et se montre particulièrement efficace pendant la Guerre d'Algérie. À la suite de l'enlèvement et de l'assassinat de Mehdi Ben Barka, le général de Gaulle décide de subordonner le service au ministère des Armées dirigé par Pierre Messmer, fidèle compagnon du général. Le SDECE et ses cadres se militarisent lentement.
Sa devise était « Ad augusta per angusta » (« Vers les sommets par des chemins étroits »). Cette devise est le mot de passe des conjurés dans Hernani de Victor Hugo (1830).

## Organisation

### Directeurs généraux du SDECE

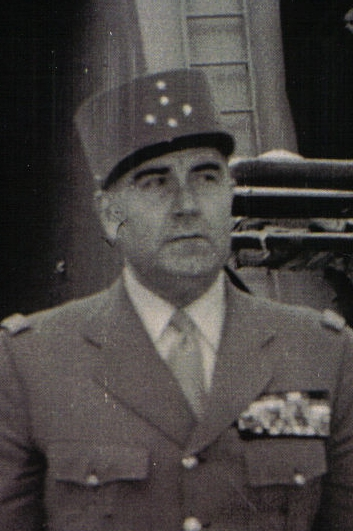
Le général Paul Grossin, directeur général du SDECE de 1957 à 1962.

| Nom et grade militaire éventuel                     | Décret de nomination | Décret de nomination |
| --------------------------------------------------- | -------------------- | -------------------- |
| André Dewavrin alias « colonel Passy » (DGER/SDECE) | avril 1945           |                      |
| Henri Ribière                                       | avril 1946           |                      |
| Pierre Boursicot (par intérim)                      | 18 décembre 1950     | [ a ]                |
| Pierre Boursicot                                    | 27 avril 1951        | [ b ]                |
| Paul Grossin (général d'armée)                      | 23 septembre 1957    | [ c ]                |
| Paul Jacquier (général de division aérienne)        | 31 janvier 1962      | [ d ]                |
| Eugène Guibaud (général de division)                | 22 janvier 1966      | [ e ]                |
| Alexandre de Marenches                              | 6 novembre 1970      | [ f ]                |
| Pierre Marion (SDECE/DGSE)                          | 22 juin 1981         | [ g ]                |

### Directeurs de cabinet
- François Thierry-Mieg (nom de résistance : « Vaudreuil ») : en 1946[11]
- Georges Barazer de Lannurien : début 1962–printemps 1964[12]
- Guy Marienne (« Morvan ») : 1964 – ?[13]
- Colonel Paul Durand : 1966–1970[14]
- Didier Faure-Beaulieu : 1970 – juin 1977[15]
- Michel Roussin : 1977–1981[16]

### Directeurs du renseignement
- Lieutenant-colonel Léonard Hounau (sous le titre de directeur de la production-exploitation) : 1946–1952[17]
- Colonel Maurice Dumont : dates non précisées[18],[19]
- Colonel Léonard Hounau : octobre 1963 – fin 1963[20]
- Colonel René Bertrand (« Jacques Beaumont ») : 1964 – fin 1970
- Colonel Tristan Richard : fin 1970 – été 1971[21]
- Colonel Jeannou Lacaze : 1971 – juillet 1976[22]
- Bernard Grué (d) : juillet 1976 – septembre 1977[23]
- Général René Candelier : septembre 1977 – octobre 1979[24]
- Colonel Alain Gaigneron de Marolles : octobre 1979 – septembre 1980[25]
- Général Jacques Sylla Fouilland : septembre 1980 – ?[26]

### Autres cadres
Le colonel Marcel Le Roy, dit Finville, a été membre puis directeur du Service 7. Un autre chef a été Marcel Chaumien.
Le secteur A est responsable du monde arabe et de l'Afrique subsaharienne, avant que le sous-secteur Afrique soit détaché pour former un secteur Afrique à part entière en 1960.
Chefs du secteur N (Afrique) : Maurice Robert (1960-1966) ; Léon Kinberg ; Jean-Louis Simon ; lieutenant-colonel Bouan dans les années 1980.

### Organigrammes successifs
Prenant la suite d'un Bureau central de renseignements et d'action (BCRA), de la direction générale des Services spéciaux (DGSS) puis de la direction générale des Études et Recherches (DGER), construit autour de la lutte clandestine, le SDECE visait à doter la France de services modernes et renouvelés. Dirigé à ses débuts par des vétérans aguerris du BCRA comme André Manuel ou François Thierry-Mieg, le SDECE dut immédiatement faire face aux nouvelles menaces de la guerre froide.
À la création du SDECE, un directeur de la production-exploitation supervise les activités du service de contre-espionnage (CE ou service 23), du service de renseignement (SR ou service 25), le service des écoutes et du décryptage (service 28) qui a sous ses ordres le Groupement des contrôles radioélectriques (GCR), les services techniques (service 26) et le service des études. Le SR compte également une section d'opérations spéciales (service 25/2-4) d'ouverture de valises diplomatiques. En dehors de cette direction, le directeur-général du SDECE et son cabinet supervisent les sections administratives, financières, et de formation du personnel. Un service de sécurité interne et une section politique (service 25/9), qui assure une liaison avec la SFIO et certains partis socialistes étrangers, sont directement attachés au directeur-général Henri Ribière. Un service action (service 29) et un service des immigrés de l'Est (service 27) seront créés peu après.
À l'époque du retour au pouvoir du général de Gaulle (1958), les secteurs Afrique et monde Arabe du service de la recherche (SR ou service III) sont restructurés ; le contre-espionnage (service IV) se dote d'une section (E) chargée de suivre les trafics d'armes, particulièrement ceux destinés aux rebelles algériens. Le service VI dirige le poste de recherche de Paris dit base Bison, tandis que le service de recherche opérationnel (ancien service 25/2) devient service VII. Le service action est renuméroté service VIII et le service technique d'interceptions, service IX, tandis qu'un bureau des relations extérieures, chargé des liaisons avec les services étrangers et rattaché à la direction générale, est créé.
Fin 1970, Alexandre de Marenches restructure le SDECE sous deux grandes directions : la direction de l'infrastructure et des moyens (DIM) et la direction du renseignement (DR). La première comprend les services responsables de la gestion du personnel, des finances, de l'instruction, des services techniques et du matériel. La DR a cinq grands services : le service action (R1), le service des moyens conventionnels de la recherche (R2, recherche par zone géographique), le service de la documentation et des études (R3, recherche par thématique), le service de contre-espionnage (R4) et le service technique de la recherche (R5).
En février 1979, une nouvelle réorganisation interne a lieu : la DIM devient la direction des services administratifs et financiers (DSAF) et perd ses départements des moyens techniques et de l'instruction, rattachés à la DR. Celle-ci perd le service action, qui est rattaché directement à la direction générale.
Au printemps 1980, Alexandre de Marenches décide de restructurer à nouveau le SDECE. Les services de la sécurité intérieure et du contre-espionnage sont coiffés par un nouveau département de la sécurité et du contre-espionnage attaché à la direction générale. Ainsi le directeur général supervise directement les services de sécurité intérieure, le contre-espionnage et le service action.
En juillet 1981, le nouveau directeur général du SDECE, Pierre Marion, réorganise complètement son service. Sa direction générale coiffe quatre grandes divisions : la division des affaires financières et générales (DAFG), la division de la recherche (DR) qui regroupe tous les moyens humains, techniques et opérationnels de recherche du renseignement, la division du contre-espionnage (DCE) et la division action (DA). Le service de sécurité intérieure est rattaché à la direction générale, dont dépend aussi une nouvelle subdivision « prospective, plan et évaluation ».

## Histoire
L'histoire du SDECE est riche et complexe. Le service a été fondé sur les bases du BCRA gaulliste, créé pendant la Seconde Guerre mondiale. Ces services provenaient eux-mêmes du Deuxième Bureau, le principal service de renseignement de la Troisième République. Le SDECE est fondé en Conseil des ministres en 1945. Il survit aux alternances, et est renommé en DGSE en 1982.

## Membres connus

### Autres membres connus
- Colonel Pierre Fourcaud (1898–1998), Compagnon de la Libération et directeur général adjoint du SDECE (1945–1950).
- André Manuel (1905–1991), ancien numéro deux du BCRA et secrétaire général du SDECE (1946).
- François Thierry-Mieg (1908–1995), ancien chef de la section contre-espionnage au BCRA et directeur de cabinet de Henri Ribière au SDECE (1946–1948). L'enquête interne qu'il mènera, avec Pierre Sudreau, en avril 1946 à Londres sera à l'origine de l'« Affaire Passy »[36].
- Claude Faure, de 1972 à 2002, auteur de Aux Services de la République, du BCRA à la DGSE (2004)[37].
- Joseph Doudot, ancien chef des Services de contre-espionnage français, Président national fondateur de l'Amicale des anciens membres des services spéciaux de la Défense nationale (AASSDN)[38].
- Paul-Alain Léger, parachutiste et officier du renseignement pendant la guerre d'Algérie.
- Philippe Thyraud de Vosjoli : chef de poste à Washington de 1951 à 1963, soupçonné d'avoir fait défection auprès de la CIA.
- Eugène Rousseau, accusé d'avoir été recruté par les services de renseignements yougoslaves (UDBA), arrêté le 7 juillet 1969 et condamné à quinze années de prison avant d'être finalement gracié par le président Pompidou à l'issue d'une importante campagne de presse en sa faveur.
- Colonel Marcel Mercier, lié à la Main rouge.
- Colonel Paul Fournier, dit Férère : chef du service des honorables correspondants pour l'Amérique du Nord, mis en cause par le trafiquant de drogue Roger Delouette.
- Pierre Galopin, négociateur dans l'affaire de la prise d'otage de l'ethnologue Françoise Claustre.
- Camille Gourvennec (en).
- Vladimir Volkoff, auteur de la série de romans d'espionnage Langelot publiée dans la Bibliothèque verte.
- Jean-Charles Marchiani, membre de la base Bison.
- Jo Attia (1916-1972), truand parisien.
- René Cailleaud, Compagnon de la Libération.
- Bernard Nut (1935-1983), officier français de renseignement assassiné dans le sud-est de la France.

## Dans la fiction à l'écran
- 1964 : Les Barbouzes
- 1975 : Bons Baisers de Hong Kong
- 1981 : Le Professionnel
- 1982 : Espion, lève-toi
- 2006 : OSS 117 : Le Caire, nid d'espions
- 2009 : OSS 117 : Rio ne répond plus
- 2015–2018 : Au service de la France
- 2021 : OSS 117 : Alerte rouge en Afrique noire
- 2022 : Totems

### Dans la littérature
- 1965–1986 : la série de romans d'espionnage Langelot publiée dans la Bibliothèque verte
- Dans le roman Le Cinquième Cavalier de Larry Collins et Dominique Lapierre paru en 1980, le directeur du SDECE fournit aux États-Unis des photographies des terroristes qui menacent Manhattan.

#### Témoignages
- Jacques Henri et Jean-Michel Barrault, Vade-mecum du parfait agent secret, Paris, Arthaud, 1972.Livre satirique issu du témoignage d'un ancien responsable du contre-espionnage à New York. Voir Faligot, Guisnel et Kauffer 2012.
- Philippe Thyraud de Vosjoli, Lamia : l'anti-barbouze, Montréal, Éditions de l'Homme, 1972.
- Monique Thyraud de Vosjoli et Philippe Thyraud de Vosjoli, Le Comité, Montréal, Éditions de l'Homme, 1975, 315 p. (ISBN 0-7759-0462-7).
- Robert Lemoine et Patrick Faure, Profession barbouze, Paris, éditions Alain Lefeuvre, coll. « Témoignages », 1980, 267 p. (ISBN 2-902639-42-2).
- Philippe Bernert, SDECE, Service 7 : l'histoire extraordinaire du colonel Le Roy-Finville et de ses clandestins, Paris, Presses de la Cité, 1980, 410 p. (ISBN 2-258-00786-0).
- Erwan Bergot, 11e Choc, Paris, Presses de la Cité, coll. « Troupes de choc » (no 45), 1986, 313 p. (ISBN 2-258-01788-2).
- Christine Ockrent et Alexandre de Marenches, Dans le secret des princes, Paris, Stock, 1986, 341 p. (ISBN 2-234-01879-X).
- (en) Alexandre de Marenches et David A. Andelman, The Fourth World War : Diplomacy and Espionage in the Age of Terrorism, New York, William Morrow, 1992, 281 p. (ISBN 0-688-09218-7).
- Jean-Pierre Lenoir, Un espion très ordinaire : L'histoire vue du SDECE, Paris, Albin Michel, 1998, 246 p. (ISBN 2-226-10614-6).
- Maurice Robert, « Ministre » de l'Afrique : Entretiens avec André Renault, Paris, Seuil, 2004, 410 p. (ISBN 2-02-062976-3).
- Michel Roussin, Le Gendarme de Chirac, Paris, Albin Michel, 2006, 243 p. (ISBN 2-226-17261-0).
- Jean-Christophe Notin, Le maître du secret : Alexandre de Marenches, légende des services secrets français, Paris, Tallandier, 2018, 555 p. (ISBN 979-10-210-3129-6)Biographie d'Alexandre de Marenches, directeur du SDECE de 1970 à 1981.

#### Ouvrages journalistiques et historiques
- Gérald Arboit (préf. général (2s) Michel Masson), Des services secrets pour la France : Du Dépôt de la Guerre à la DGSE, 1856–2013, Paris, CNRS Éditions, 2014, 444 p. (ISBN 978-2-271-07886-5, 978-2-271-08038-7 et 978-2-271-08039-4, lire en ligne).
- Roger Faligot, Jean Guisnel et Rémi Kauffer, Histoire politique des services secrets français : de la Seconde Guerre mondiale à nos jours, Paris, La Découverte, coll. « Cahiers libres », 2012, 734 p. (ISBN 978-2-7071-6741-5).
- Roger Faligot et Pascal Krop, La Piscine : les services secrets français (1944–1984), Paris, Seuil, coll. « L'Épreuve des faits » (no 10), 1985, 426 p. (ISBN 2-02-008743-X).
- Claude Faure, Aux services de la République : du BCRA à la DGSE, Paris, Fayard, 2004, 782 p. (ISBN 2-213-61593-4 et 978-2-213-66039-4, lire en ligne).
- Philippe Millour et Gaston Erlom, Le Service Action d'Extrême-Orient, 1944–1945, Paris, Histoire & Collections, 2022, 207 p. (ISBN 979-1-038-01288-2).

#### Enquêtes
- Gilles Perrault, L'Erreur (sur l'affaire Eugène Rousseau), Paris, Fayard, 1971, 229 p. (ASIN B000071KM1) ; rééd. 2008  (ISBN 978-2-213-63822-5 et 978-2-213-65643-4) [lire en ligne].